# Kojin Karatani
Kōjin Karatani (柄谷 行人, el 6 de agósto de 1941 en Amagasaki, Japón) es un filósofo y crítico literario japonés.

## Biografía
Se graduó en ciencia económica en 1965 y obtuvo el grado de maestría en literatura inglesa en 1967 en la Universidad de Tokio. En 1968, conoció a Kenji Nakagami, con quien estuvo unido por lazos de amistad hasta la muerte de Nakagami (1992). En 1969, ganó el Premio Gunzō con su tesis sobre Sōseki Natsume, comenzando así su carrera de crítico literario. A partir del año siguiente, enseñó en la Universidad Hōsei (hasta 1994).
En 1975, fue invitado por la Universidad Yale para enseñar literatura japonesa. Allí obtuvo el favor de Paul de Man, a través de quien conoció a Jacques Derrida. Volvió a Japón en 1977. Más tarde, sus clases en la misma universidad se cristalizaron en la obra Origins of Modern Japanese Literature (edición japonesa 1980; edición inglesa 1993).
A través de repetidas estadías en EE. UU. como profesor invitado —la Universidad Yale (1980-1981), la Universidad de Colombia (1983-1984 y 1990), la Universidad de California en Irvine (1990) y la Universidad Cornell (1991-1992), entre otras—, vino a reconocerse como un creativo teórico marxista-deconstruccionista. A partir de la amplia variedad de campos que abordaba su crítica —desde la literatura hasta la matemática— se le apodó como “Maquina de pensar”. Entabló lazos de amistad con varios teóricos norteamericanos, incluyendo Fredric Jameson y Edward Said.
En el 2000, de forma casi simultánea a la publicación del libro Transcritique: On Kant and Marx, Karatani propuso y organizó en Japón un movimiento denominado NAM (New Associationist Movement), contramovimiento al capitalismo global y al Estado. El mismo movimiento se disolvió en 2003.
En 2006, Karatani se retiró del cargo de Presidente del Centro Internacional de las Ciencias Humanas de la Universidad Kinki, donde había enseñado desde 1994.

## Filosofía
Además de desarrollar su trabajo en el ámbito de crítica literaria, ha escrito ensayos filosóficos, especialmente a partir de la década de 1980. La obra más representativa en este campo, escrita en la misma época, es Architecture as Metaphor: Language, Number, Money (edición japonesa 1983; edición inglesa 1995). En este libro, Karatani denominó el fundamento de la filosofía occidental como la “voluntad arquitectónica”, sobre la cual hizo una crítica deconstructiva, aplicando metafóricamente la idea de los teoremas de incompletitud del matemático austriaco-estadounidense Kurt Gödel. 
Tras este examen teórico-filosófico, Karatani ha abordado el problema del “otro”, en torno al cual continuó elaborando su teoría durante la década de 1990 bajo la forma de una relectura de Kant. Esta serie de investigaciones fructificaron en Transcritique: On Kant and Marx (edición japonesa 2001; edición inglesa 2003), la obra más conocida del autor, de la cual Slavoj Žižek hizo una reseña con gran interés en la revista New Left Review (enero-febrero de 2004). Žižek tomó de esta obra el término “parallax view” (visión de paralaje) para ponerlo como título a uno de sus libros (Visión de paralaje, 2006).
En 2006 Karatani publicó Sekai kyōwakoku e [Hacia una república mundial] con la intención de (re)construir un sistema filosófico histórico-político a través de una crítica fundamental hacia el materialismo histórico, adoptando el punto de vista de los “modos de intercambio” en lugar del tradicional punto de vista de los modos de producción. Este intento quedó plasmado plenamente en su obra reciente The Structure of World History: From Modes of Production to Modes of Exchange (edición japonesa 2010, edición inglesa 2014).

### En inglés
- Origins of Modern Japanese Literature, Duke University Press, 1993. (traducido por Brett de Bary)
- Architecture as Metaphor; Language, Number, Money, MIT Press, 1995. (traducido por Sabu Kohso)
- Transcritique: On Kant and Marx, MIT Press, 2003. (traducido por Sabu Kohso)
- History and Repetition, Columbia University Press, 2011. (traducido por Seiji M. Lippit)
- The Structure of World History: From Modes of Production to Modes of Exchange, Duke University Press, 2014. (traducido por Michael K. Bourdaghs)
- Nation and Aesthetics: On Kant and Freud, Oxford University Press, 2017. (traducido por Jonathan E. Abel, Hiroki Yoshikuni y Darwin H. Tsen)
- Isonomia and the Origins of Philosophy, Duke University Press, 2017. (traducido por Joseph A. Murphy)

### En japonés
- 畏怖する人間 [El hombre en asombro], Tōjusha, 1972
- 意味という病 [La enfermedad del sentido], Kawade-shobō, 1975
- マルクスその可能性の中心 [Marx: el centro de sus posibilidades], Kōdansha, 1978
- 日本近代文学の起源 [Los orígenes de la literatura japonesa moderna], Kōdansha, 1980
- 隠喩としての建築 [La arquitectura como metáfora], Kōdansha, 1983
- 内省と遡行 [Introspección y retrospección], Kōdansha,1984
- 批評とポストモダン[Crítica y el postmodernismo], Fukutake-shoten, 1985
- 探究 I [Investigaciones I], Kōdansha, 1986
- 言葉と悲劇[Lenguaje y tragedia], Daisan-bunmeisha, 1989
- 探究 II [Investigaciones II], Kōdansha,1989
- 終焉をめぐって[Sobre los fines], Fukutake, 1990
- 漱石論集成 [Ensayos sobre Sōseki Natsume], Daisan-bunmeisha, 1992
- ヒューモアとしての唯物論 [El materialismo como humor], Chikuma-shobō, 1993
- “戦前”の思考 [Pensamientos ex-ante guerra], Bungei-shunjūsha, 1994
- 坂口安吾と中上健次 [Ango Sakaguchi y Kenji Nakagami], Ōta-shuppan, 1996
- 倫理21 [Ética XXI], Heibonsha, 2000
- 可能なるコミュニズム [Un comunismo posible], Ōta-shuppann, 2000
- トランスクリティーク：カントとマルクス [Transcrítica: sobre Kant y Marx], Hihyō-kūkansha, 2001
- 日本精神分析 [Psicoanálisis de japón, o análisis del espíritu japonés], Bungei-shunjūsha, 2002
- ネーションと美学 [Nación y estética], Iwanami-shoten, 2004
- 歴史と反復 [Historia y repetición], Iwanami-shoten, 2004
- 近代文学の終わり [El fin de la literatura moderna], Inscript, 2005
- 思想はいかに可能か [¿Cómo el pensamiento se hace posible?], Inscript, 2005
- 世界共和国へ [Hacia una república mundial], Iwanami-shoten, 2006
- 柄谷行人　政治を語る [Kojin Karatani habla de la política], Tosho Shinbun, 2009
- 世界史の構造 [La estructura de la historia mundial], Iwanami Shoten, 2010
- "世界史の構造"を読む [Leer “la estructura de la historia mundial”], Inscript, 2011
- 政治と思想 1960-2011 [Política y pensamiento: 1960-2011], Heibonsha, 2012
- 脱原発とデモ [Desnuclearización y manifestación], Chikuma-shobō, 2012
- 哲学の起源 [El origen de la filosofía], Iwanami-shoten, 2012
- 柳田國男論 [Sobre Kunio Yanagita], Inscript, 2013
- 遊動論：柳田国男と山人 [Sobre el nomadismo: Kunio Yanagita y los yamabito], Bungei-shunjūsha, 2014
- 帝国の構造：中心、周辺、亜周辺 [La estructura del imperio: centro, margen y submargen], Seidosha, 2014
- 定本 柄谷行人 文学論集 [Selección de ensayos literarios de Kojin Karatani], Iwanami-shoten, 2016
- 憲法の無意識 [Lo inconsciente de la constitución japonesa],Iwanami-shoten, 2016
- 思想的地震：柄谷行人講演集成1995‐2015 [El sismo del pensamiento: discursos recopilados de Kojin Karatani], Chikuma-shobō, 2017